# 三沢市立三沢小学校
三沢市立三沢小学校（みさわしりつ みさわしょうがっこう）は、青森県三沢市大字三沢にある公立小学校。

## 沿革
- | [icon] | この節の加筆が望まれています。 |
- 1877年（明治10年）11月8日 - 三沢村下野1番地に、聚成小学として、開校。
- 1879年（明治12年）4月7日 - 三沢小学と改称。
- 1881年（明治14年） - 谷地頭と根井の両分校設置。
- 1884年（明治17年） - 三川目と五川目及び六川目の各分校設置。
- 1886年（明治19年） - 三沢尋常小学校と改称。
- 1887年（明治20年）4月 - 六川目分校が六川目簡易小学校と改称。
- 1888年（明治21年）3月 - 谷地頭分校が谷地頭簡易小学校と改称。
- 1891年（明治24年）4月 - 六川目簡易小学校を併合し、再度本校の分校となる。
- 1892年（明治25年）
  - 4月x日 - 六川目分校が、織笠村に移転し、織笠尋常小学校と改称。
  - 4月15日 - 高等小学校を併置し、三沢尋常高等小学校と改称。
- 1894年（明治27年） - 五川目分校が、淋代分校と改称。
- 1902年（明治35年）
  - 5月1日 - 淋代分校が淋代尋常小学校に、三川目分校が三川目尋常小学校に、それぞれ昇格。
  - 10月1日 - 三沢字横沢74番地に、校舎新築。
- 1926年（大正15年）12月24日 - 三沢字向平9番地に校舎新築。
- 1941年（昭和16年）4月1日 - 国民学校令により、三沢国民学校と改称。
- 1947年（昭和22年）4月1日 - 学制改革により、三沢村立三沢小学校と改称。同日、三沢中学校を併置し、高等科生を中学校に移籍。
- 1948年（昭和23年）2月11日 - 三沢村の町制施行（町制施行後は大三沢町と改称）により、大三沢町立三沢小学校と改称。
- 1952年（昭和27年）4月1日 - 三沢中学校が、三川目中学校と統合し、大三沢町立大三沢第二中学校となって分離。
- 1958年（昭和33年）9月1日 - 大三沢町の市制施行（市制施行後は三沢市に改称）により、三沢市立三沢小学校と改称。
- 1963年（昭和38年）3月30日 - 鉄筋コンクリート防音校舎竣工。
- 1988年（昭和63年） - 小学校がある向平地区が、コンター指定第二種区域に指定される[1]。
- 1994年（平成6年）9月 - 三沢基地を離陸した航空自衛隊三沢基地所属のT2練習機が離陸直後に、後部座席のキャノピー（円蓋）が当校から約500m離れた飛行場東側の水田に落下。その事故を受け、保護者や学校関係者らが、学校早期移転を訴える。
- 1999年（平成11年）11月 - 新校舎着工。
- 2001年（平成13年）
  - 1月15日 - 完成した新校舎で、入校式を兼ねた始業式挙行。移転に伴う学区変更により、木野崎小学校から、8名の児童が転入した。
  - 11月10日 - 新築移転落成式挙行。
- 2007年（平成19年）11月17日 - 創立130周年記念式典挙行。
- 2010年（平成22年）4月1日 - 淋代小学校を統合。
- 2025年（令和7年）4月1日 - 三川目小学校を統合[2][3]。

## アクセス
- 路線バス「南山」・「二中校前」・「アイスアリーナ前」の各バス停から、徒歩。

## 周辺
- 三沢市立第二中学校
- 南山屋外運動場
- 三沢市国際交流スポーツセンター

## 主な進学先
- 三沢市立第二中学校

## 参考資料
- 『青森県教育史 別巻』（青森県教育委員会・1973年12月20日発行）「学校沿革 小学校」744頁「三沢小学校」（1958年の記載分まで）
- 『三沢市史 続通史編』（三沢市・平成20年12月1日発行）「年表」421頁（明治6年）から527頁（平成20年9月1日）まで。